# Чита (приток Кети)
Чита — река в России, протекает по Большемуртинскому району Красноярского края. Устье реки находится в 1559 км по левому берегу реки Большая Кеть. Длина реки составляет 34 км. Течёт по заболоченной пойме через смешанные леса (берёза, пихта, кедр, ель).

## Данные водного реестра
По данным государственного водного реестра России относится к Верхнеобскому бассейновому округу, водохозяйственный участок реки — Кеть, речной подбассейн реки — бассейн притоков (Верхней) Оби от Чулыма до Кети. Речной бассейн реки — (Верхняя) Обь до впадения Иртыша.